# Automação robótica de processos
Automação Robótica de Processos (RPA, do inglês robotic process automation) é uma tecnologia que utiliza robôs de software para automatizar tarefas repetitivas e manuais, frequentemente realizadas por seres humanos em sistemas empresariais. Estes "robôs" são capazes de simular ações humanas, como clicar, digitar e ler telas, e são comumente usados para otimizar processos de negócios, reduzir erros e aumentar a eficiência.

## Características Principais
1. Não Intrusiva: RPA não requer alterações nos sistemas existentes, mas sim, interage com eles da mesma forma que um usuário humano faria.
2. Flexibilidade: Pode ser aplicado a uma variedade de tarefas, desde simples inserções de dados até processos mais complexos.
3. Redução de Erros: Ao eliminar o componente humano em tarefas repetitivas, a probabilidade de erros diminui consideravelmente.
4. ROI Rápido: Muitas empresas relatam um retorno sobre o investimento (ROI) rápido, devido à economia de tempo e redução de erros.

## Empresas Líderes no Mercado
- UiPath: Uma das líderes de mercado em soluções RPA, a UiPath oferece uma plataforma completa para automação de processos.
- Blue Prism: Outra gigante no espaço RPA, a Blue Prism é conhecida por suas soluções robustas e seguras para grandes empresas.
- Automation Anywhere: Esta empresa também ocupa um lugar de destaque no mercado, oferecendo uma plataforma intuitiva e escalável.

## Aplicações de RPA
As aplicações de RPA são vastas e variadas, podendo ser encontradas em diversos setores como finanças, saúde, recursos humanos, supply chain, entre outros. Alguns exemplos incluem:
- Processamento de faturas
- Gestão de dados de clientes
- Verificações de conformidade
- Onboarding de funcionários

## Desafios e Críticas
Enquanto RPA oferece muitos benefícios, também enfrenta críticas e desafios. A implementação inadequada pode levar a processos quebrados e ineficiências. Além disso, há preocupações sobre o impacto da RPA no emprego, já que a tecnologia pode substituir certos trabalhos manuais.